# Cirié
Cirié és un comune (municipi) de la ciutat metropolitana de Torí, a la regió italiana del Piemont, situat a uns 20 quilòmetres al nord-oest de Torí. A 1 de gener de 2019 la seva població era de 18.576 habitants.
Cirié limita amb els següents municipis: Nole, San Carlo Canavese, San Maurizio Canavese i Robassomero.

## Llocs d'interès

### San Giovanni Battista
Es coneix com el duomo tot i que no és una catedral. Data del segle xiv, però el lloc s'ha dedicat al culte des que els romans es van establir a la zona. Probablement es va erigir en aquest mateix lloc un temple de la deessa Diana. I més tard, es van establir una sèrie d'esglésies cristianes. L'església actual, d'estil gòtic, té tres naus. Ha estat fortament restaurada a finals del 1800 amb un cert sabor bizantí discutible per Edoardo Arborio Mella i la façana es va utilitzar com a model per a l'església del Borgo Medievale, una rèplica dels castells del Piemont i de la Vall d'Aosta, construït per a l'Exposició Internacional de 1884. L'església té un campanar de quatre plantes amb finestres decorades. L'interior alberga una Madonna del Popolo del taller de Defendente Ferrari, un meravellós crucifix de l'escola romana d'Orient (segles xii-xiii) i un tríptic de Giuseppe Giovenone da Vercelli (1531). Es diu que el rei Carles Albert I de Sardenya va oferir 4.000 lires per tenir-lo a la col·lecció d'art reial de la Galeria Sabauda, però la gent de Cirié s'hi va negar.

### Palazzo dei Marchesi D'Oria
Construït al segle xvii sobre un edifici preexistent de la família Provana que data del segle xvi. El palau restaurat tenia un parc al darrere, amb un petit llac i una torre, on es tallava el gel format al llac a l'hivern i s'emmagatzemava per utilitzar-lo durant els mesos més calorosos. Quan la línia masculina de la família D'Oria es va extingir (principis del 1900), el palau i el parc van ser adquirits per la família Remmert. El palau va esdevenir la seu de l'ajuntament, mentre que el parc es va convertir en una zona residencial. La casa de Savoia tenia un apartament reservat a l'interior del palau, que el rei i la seva comitiva usaven quan venien a caçar.

### Església deSant Giuseppe
Va ser construïda com a ofrena votiva durant la pesta del 1630-31. L'església és d'estil barroc piemontès i té un bell retaule atribuït a Defendent Ferrari.

### Església deSan Martino (di Liramo)
És l'església més antiga de Cirié, d'estil romànic. Va ser construïda probablement a principis del segle x. Restaurada diverses vegades, ara té dues petites naus amb absis semicirculars i un massís campanar de set pisos amb finestres decorades. La major part de l'església està construïda amb pedres i maons. Hi ha restes de diversos frescos de diferents èpoques. Un d'ells, d'Adam i Eva després del pecat original -a l'arc de l'absis major- és parcialment cobert per restes d'una escena d'un probable Judici Final. A l'absis major hi ha un pantocràtor romànic molt malmès. A la nau sud hi ha algunes restes de frescos dedicats a la Mare de Déu i també un Sant Martí de Tours, a qui està dedicada l'església, que probablement data del segle xiv. L'església també conserva algunes làpides romanes.